# Lewi Selig Sunderland
Lewi Selig Sunderland (ur. 1771, zm. 5 kwietnia 1869 w Iłży) – angielski przedsiębiorca żydowskiego pochodzenia, pionier przemysłu fajansowego w Królestwie Polskim, założyciel fabryki fajansu w Iłży. Pradziadek poety Bolesława Leśmiana.

## Życiorys
Lewi Selig Sunderland, do 1822 roku znany jako Selig Lewi, urodził się w rodzinie żydowskiej w Anglii. W latach 1809–1817 mieszkał w Londynie i Sunderlandzie, gdzie handlował wyrobami ceramicznymi i żelaznymi. Przed 1820 rokiem założył w Warszawie, na Marywilu, sklep i magazyn z fajansem, porcelaną, szkłem i artykułami żelaznymi. Następnie przeniósł działalność na róg ulic Elektoralnej i Orlej. W 1822 roku przyjął nazwisko Sunderland, a imię Selig zachował jako drugie.
Był członkiem postępowego nurtu społeczności żydowskiej – posyłał dzieci do szkół publicznych i wsparł budowę warszawskiego szpitala dla Żydów datkiem 100 złp. W związku z planami uprzemysłowienia Kielecczyzny, w 1823 roku podpisał kontrakt z Komisją Rządową, zobowiązując się do uruchomienia fabryki fajansu w Iłży w ciągu roku. Przeniósł się do Iłży 25 września tego samego roku.
Fabrykę zlokalizowano w przebudowanym XVIII-wiecznym spichlerzu należącym do biskupów krakowskich, przy ul. Podzamcze 38, u podnóża Wzgórza Zamkowego. W przybudówce urządził dom modlitwy i sprowadził rodzinę z Anglii.
Fabryka otrzymała wsparcie rządowe: pożyczkę w wysokości 18 tys. złp, maszyny, warzelnię, młyn do mielenia szkliwa i spichlerz, który służył również za mieszkanie. Sunderland sprowadził z Anglii narzędzia, formy i rzemieślników, w tym ceramika Archibalda Huntera. Produkowano naczynia użytkowe i dekoracyjne – zdobione ręcznie i przy użyciu szablonów, początkowo według wzorów angielskich, później inspirowane lokalnym folklorem.
Wyroby prezentowano na wystawach krajowych w 1825 i 1828 roku. W 1831 roku fabryka spłonęła podczas powstania listopadowego, co doprowadziło do jej kryzysu. Sunderland otrzymał od władz zasiłek w wysokości 12 tys. złp na ratowanie przedsiębiorstwa. Od lat 40. XIX wieku fabrykę prowadzili jego synowie Rudolf i Filip, jednak ten drugi założył w 1851 roku konkurencyjną fabrykę, która upadła w 1858 roku.
Mimo postępującego zadłużenia Sunderland pozostał związany z zakładem aż do śmierci. Wspierał lokalną społeczność żydowską, przeciwdziałając jej usunięciu z Iłży, i był członkiem dozoru bóżniczego oraz współzałożycielem lokalnego okręgu religijnego. Zmarł 5 kwietnia 1869 roku i został pochowany na cmentarzu żydowskim w Iłży.

## Dziedzictwo
Fabryka Sunderlandów odegrała ważną rolę w rozwoju gospodarczym Iłży i była jednym z czołowych zakładów ceramicznych w regionie w XIX wieku. W styczniu 2024 roku tzw. „Dom Sunderlandów” został wpisany do rejestru zabytków województwa mazowieckiego.
Dom był również miejscem spotkań rodzinnych i towarzyskich. W latach 1902–1936 wielokrotnie przebywał tu Bolesław Leśmian, którego matka, Emma (Estera) z domu Sunderland, była wnuczką Lewiego. W ogrodzie znajdującym się za domem miał znajdować się słynny malinowy chruśniak, opiewany w poezji Leśmiana.
Obecnie miejsce to stanowi ośrodek wydarzeń kulturalnych – odbywają się tam m.in. Dni Leśmianowskie oraz koncerty i spotkania literackie organizowane przez Powiatowy Instytut Kultury z Iłży.

## Rodzina
Lewi Selig Sunderland był mężem Ludwiki Heleny z domu Markus. Miał siedmioro dzieci – cztery córki i trzech synów, w tym Rudolfa (1819–1880), współwłaściciela fabryki, oraz Filipa (ok. 1814–1891), założyciela fabryki naczyń kamionkowych. Prawnukiem Lewiego był poeta Bolesław Leśmian.